# Distrito electoral de Lincoln (condado de Jefferson, Nebraska)
Lincoln (en inglés: Lincoln Precinct) es un distrito electoral ubicado en el condado de Jefferson en el estado estadounidense de Nebraska. En el Censo de 2010 tenía una población de 108 habitantes y una densidad poblacional de 1,16 personas por km².

## Geografía
Lincoln se encuentra ubicado en las coordenadas 40°7′54″N 97°18′45″O / 40.13167, -97.31250. Según la Oficina del Censo de los Estados Unidos, Lincoln tiene una superficie total de 93.39 km², de la cual 92.49 km² corresponden a tierra firme y (0.97%) 0.9 km² es agua.

## Demografía
Según el censo de 2010, había 108 personas residiendo en Lincoln. La densidad de población era de 1,16 hab./km². De los 108 habitantes, Lincoln estaba compuesto por el 98.15% blancos, el 0% eran afroamericanos, el 0% eran amerindios, el 0.93% eran asiáticos, el 0% eran isleños del Pacífico, el 0.93% eran de otras razas y el 0% pertenecían a dos o más razas. Del total de la población el 1.85% eran hispanos o latinos de cualquier raza.